# 佐藤緋美
佐藤 緋美（さとう ひみ、1999年12月19日 - 、男性）は、日本の俳優、シンガーソングライター(アーティスト名はHIMI)、モデル。東京都出身。父親は俳優の浅野忠信、母親はミュージシャンのCHARA、姉はモデル・女優のSUMIRE。

## 経歴
2017年、ラフォーレ原宿のキャンペーンの広告でモデルデビュー。モデル活動時には「HIMI」名義を使用することもあった。2018年には寺山修司原作、藤田貴大演出の舞台『書を捨てよ町へ出よう』に主演し、俳優としてもデビュー。
2019年2月、『グッドワイフ』でテレビドラマに初出演。同年7月、池袋の映画館・グランドシネマサンシャインの開業記念ショートフィルム『TRANSPHERE』で映像作品初主演。

## 出演

### テレビドラマ
- THE GOOD WIFE / グッドワイフ 第4話 （2019年2月3日、TBS） - 荻原翔平 役[7]
- オリバーな犬、 (Gosh!!) このヤロウ（NHK総合） - 蘭丸 役
  - シーズン1（2021年9月17日 - 10月1日）[8]
  - シーズン2（2022年9月20日 - 10月4日）[9]
- ラストマン-全盲の捜査官- 最終話（2023年6月25日、TBS） - ケント 役
- さよならマエストロ〜父と私のアパッシオナート〜（2024年1月14日 - 3月17日、TBS） - 羽野蓮 役[10]

### 配信ドラマ
- シコふんじゃった!（2022年10月26日配信、Disney+） - 加藤俊 役[11]

### 映画
- WE ARE LITTLE ZOMBIES（2019年6月14日公開、日活、監督：長久允）[12]
- ＃ハンド全力（2020年7月31日公開、イオンエンターテイメント・ラビットハウス・エレファントハウス、監督：松居大悟） - 島田 役[13]
- ムーンライト・シャドウ（2021年9月10日公開、エレファントハウス、監督：高橋知由） - 柊 役[14]
- ケイコ 目を澄ませて（2022年12月16日公開、ハピネットファントム・スタジオ、監督：三宅唱） - 小河聖司 役[15]
- あつい胸さわぎ（2023年1月27日公開、イオンエンターテイメント / S・D・P、監督：まつむらしんご） - ター坊 役[16]
- 少女は卒業しない（2023年2月23日公開、クロックワークス、監督：中川俊） - 森崎剛士 役[17]
- 秒速5センチメートル（2025年10月10日公開予定、東宝、監督：奥山由之） - 大橋純透 役[18]

#### 短編映画
- TRANSPHERE（2019年7月19日公開、監督：関根光才） - 主演・男子学生 役[6]
- 太陽-TAIYO-（2022年4月28日、監督：柿本ケンサク） - リュウジ 役[19]
- MIRRORLIAR FILMS Season8「からのうつわ」（2025年12月公開予定、監督：松田美由紀） - 土井 役[20]

### 舞台
- 寺山修司没後35年記念「書を捨てよ町へ出よう」（2018年10月7日 - 21日、東京芸術劇場 シアターイースト） - 主演・私 役[21]

### モデル
- 装苑
- フイナム
- EYESCREAM
- RAGE BLUE
- NYLON JAPAN
- ラフォーレ原宿（2017年）
- BEDWIN

### CM
- Netflix（2019年）
- マンダム「GATSBY」（2019年）

### その他
- 小説『オルタネート』（加藤シゲアキ）オフィシャルプロモーションビデオ（2020年）
- 音楽『私を離さないで』Chara feat.HIMI（2021年）